# André Loizillon
Pour les articles homonymes, voir Loizillon.
 (juin 2022).
André Loizillon (19 mars 1904 à Laxou – 13 août 1990 à Paris) est un ingénieur français.

## Biographie
Fils d'un polytechnicien et arrière-petit-fils du général Jean-Pierre Delatte, André Loizillon a été le cofondateur du groupe X-CRISE et le président de Shell-Saint-Gobain[Quand ?]. Il a présidé l'Association française des techniciens du pétrole.[Quand ?] Il fut un proche ami de Jean Coutrot.[réf. nécessaire]
Ancien élève des lycées Montaigne et Louis-le-Grand, de l'École polytechnique (promotion 1922) et de l'École nationale supérieure des mines de Paris, André Loizillon était chevalier de la Légion d'honneur à titre militaire, détenteur de la Croix de guerre 1939-1945 et commandeur du Nichan Iftikhar.
Il a été lauréat de l'Académie des sciences morales et politiques. L'écrivain Raymond Abellio l'évoque dans ses mémoires.

## Distinctions
- Chevalier de la Légion d'honneur.
- Croix de guerre 1939–1945.
- Commandeur de l'ordre du Nichan Iftikhar